# 토이즈하트
토이즈하트 주식회사(ＴＨ株式会社, TH Inc.)는 1983년에 설립된 일본의 주식회사이다. 엔터테인먼트 분야의 잡지, 서적, 영상 미디어, 팬시 상품 등의 유통을 실시하고 있다.

## 연혁
1983년
2월 3일 도쿄도 다이토구 이즈미시에 전국출판협동판매주식회사로 설립. 당시에는 주로 잡지의 출판·도매를 사업 내용으로 하였으며, 특히 성인책 자동판매기 등을 취급하였다.
1988년
유한회사 전 협판으로 사명을 변경해, 도쿄도 아라카와구 히가시닛포리로 이전 . 영상의 도매, 제작을 시작했다.
1992년
유한회사에서 주식회사로 변경하여 주식회사 전 협판이 된다. 같은 해에 사이타마현 소카시에 신사옥을 건설해, 이래 거기에 본사를 두었다.
1990년대 이후
성인용 잡지 업계가 규제 등에 의해 전체적으로 축소를 시작하다.
1999년
"토이즈 하트: 사업명으로 성인용품 기획·제작을 시작하다.
2010년
브랜드에 맞는 형태로 회사명을 토이즈 하트 주식회사로 변경한다.
2014년
지난 2월 개최된 'PINK TOKYO 2014'에서는 양귀비 모금을 실시하여, 57,408엔을 일본 적십자사에 모금했다.
2015년
브랜드 로고를 "Toy’Heart" 에서 토이즈 하트 (トイズハート) 로 변경

## 사업・명품
1999년 9월에 세계 최초로 오나홀을 "토이즈 하트" (トイズハート)라는 명칭으로 브랜드화하였다. 같은 해 11월 "TOYSHEART 토이즈 하트" 등록 상표 취득한다. 오나홀 메이커로서는 노포라고 여겨진다.
2000년 발매된 "Heaven 시리즈" (Heavenシリーズ)는 세계 최초의 변형 컵 타입, 2003년 발매된 "사티즈 팩션" (サティスファクション)은 세계 최초의 와인딩 홀로서 특필할 만하다.
가장 큰 히트 상품은 2005년 발매된 "세븐틴" (セブンティーン) 인 것으로 알려졌다. 비교적 간단한 구조가 많았던 출시 초기로는 매우 혁신적인 구조이며, 이후 5년간 계속 히트한 스테디셀러였다. 처음에는 주로 자동판매기로 판매했으나 2년 후 매장이나 인터넷 판매를 시작하면서 매출이 늘기 시작했고 Amazon.co.jp 성인용품 취급을 시작하면서 매출이 크게 늘었다.
최근에는 "오나니의 양극화" (オナニーの二極化)라고도 불리는 현상에도 대응하기 위해 신소재와 스타일리시함을 특징으로 한 'SI-X' 시리즈(2009년) 등 다양한 상품을 선보이고 있다.
2001년 이후 행사에 적극 출전해 이케부쿠로 선샤인에서 '환타직 비즈니스 페어'를 단독 개최하고 마쿠하리 메세, 베를린, 베이징, 상하이, 광저우, 홍콩, 마카오 등 국내외 성인 전시회와 '애니 엑스포', '원더 페스티벌', '페치 페스티벌' 등에도 출전하고 있다.
2011년 업계 최초 통차이즈하호 (車イズハ号 )를 제작한다. 고객 픽업 등에 활용, 2012년과 2016년 리뉴얼되었다.
2015년 2월 브랜드 로고를 "Toy'Heart"에서 "토이즈 하트" (トイズハート) 로 변경한다.
2015년 10월, "상하이향취전자상거래유한공사（ZUIQINGFENG）" 와 협력해 중국 EC 사이트 「天猫」」(Tmall)이나 「징둥」 (JD.COM) 등 중국 시장에 진출한다.
2015년 12월, 스카파! 어덜트 방송대상 2016 (スカパー!アダルト放送大賞2016) 작품상에 토이즈하트가 개발 협력하고 있는 파라다이스 TV 제작, 주연: 미즈미 사키 '덴마크'가 노미네이트된다.